# Atjiken (Vilhelmina socken, Lappland)
Atjiken är en sjö i Vilhelmina kommun i Lappland och ingår i Ångermanälvens huvudavrinningsområde. Sjön har en area på 0,803 kvadratkilometer och ligger 525,3 meter över havet. Sjön avvattnas av vattendraget Holmsjöbäcken.

## Delavrinningsområde
Atjiken ingår i det delavrinningsområde (722555-150102) som SMHI kallar för Utloppet av Atjiken. Medelhöjden är 577 meter över havet och ytan är 15,17 kvadratkilometer. Det finns inga avrinningsområden uppströms utan avrinningsområdet är högsta punkten. Holmsjöbäcken som avvattnar avrinningsområdet har biflödesordning 4, vilket innebär att vattnet flödar genom totalt 4 vattendrag innan det når havet efter 392 kilometer. Avrinningsområdet består mestadels av skog (94 procent). Avrinningsområdet har 0,96 kvadratkilometer vattenytor vilket ger det en sjöprocent på 6,3 procent.